# Цикгузен
Цикгузен (нім. Zickhusen) — громада в Німеччині, розташована в землі Мекленбург-Передня Померанія. Входить до складу району Північно-Західний Мекленбург. Складова частина об'єднання громад Лютцов-Любсторф.
Площа — 12,44 км2. Населення становить 511 ос. (станом на 31 грудня 2020).

## Галерея

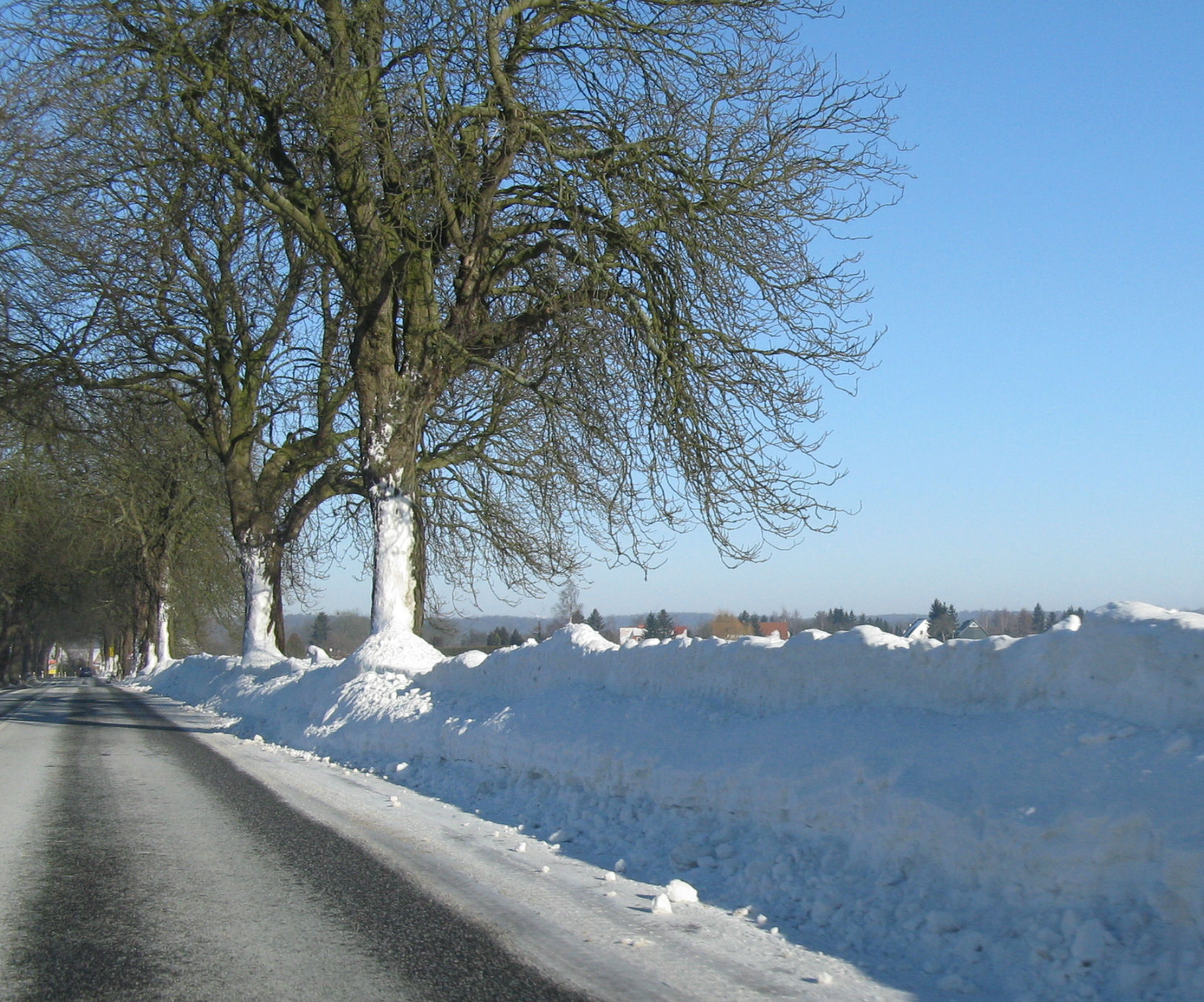
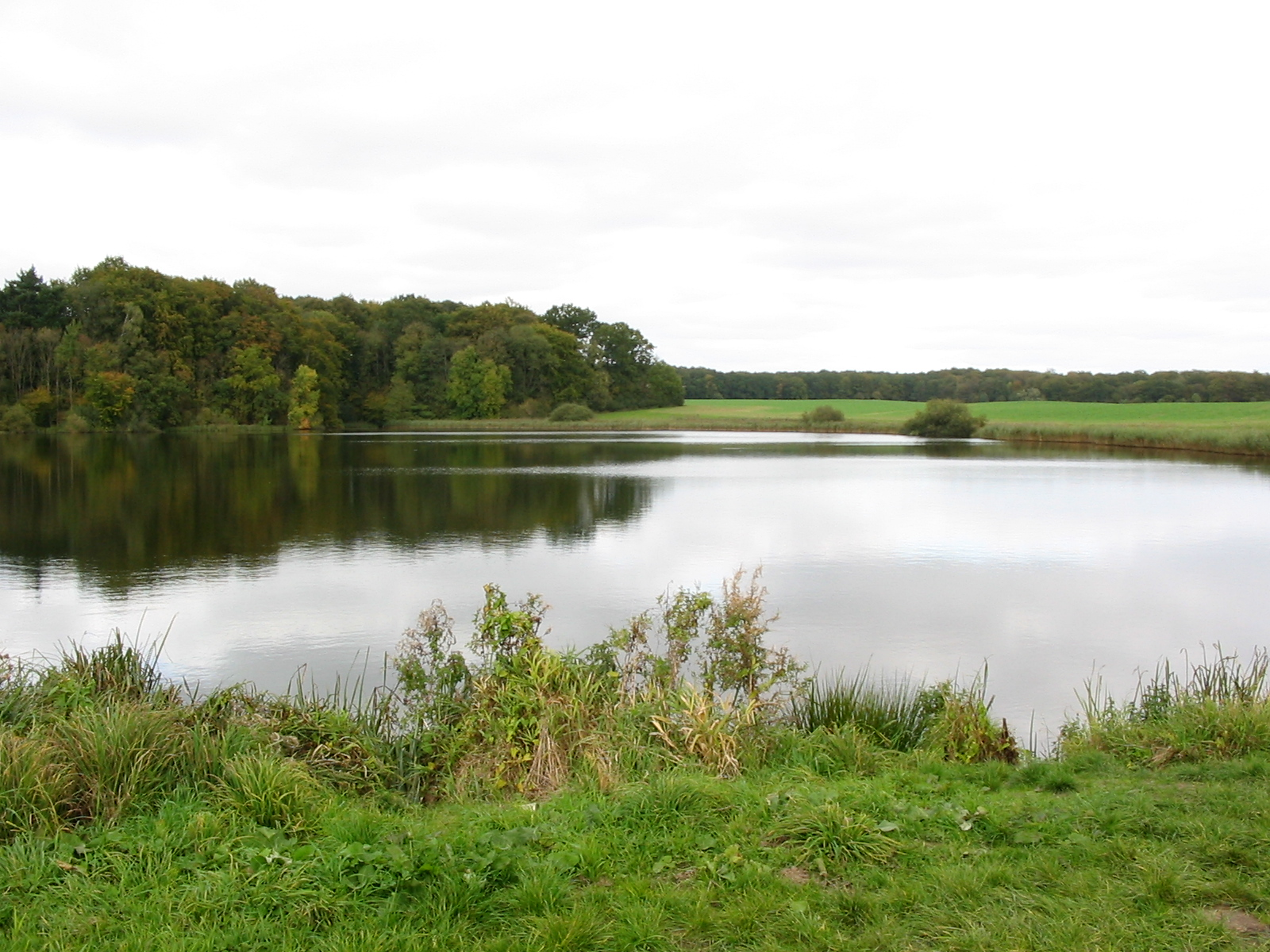
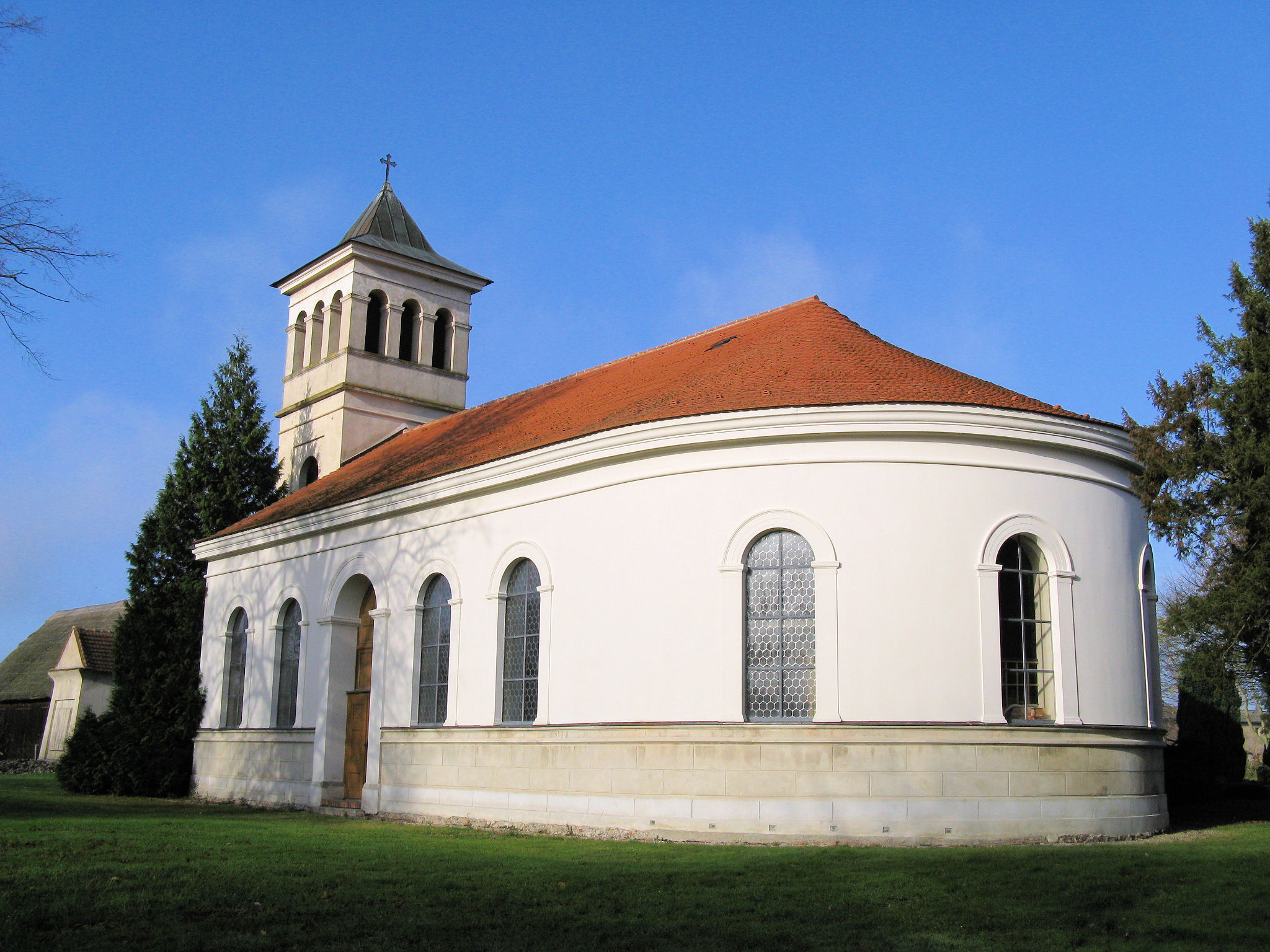